# Hochneukirchen-Gschaidt
Hochneukirchen-Gschaidt osztrák mezőváros Alsó-Ausztria Bécsújhelyvidéki járásában. 2020 januárjában 1642 lakosa volt. 

## Elhelyezkedése

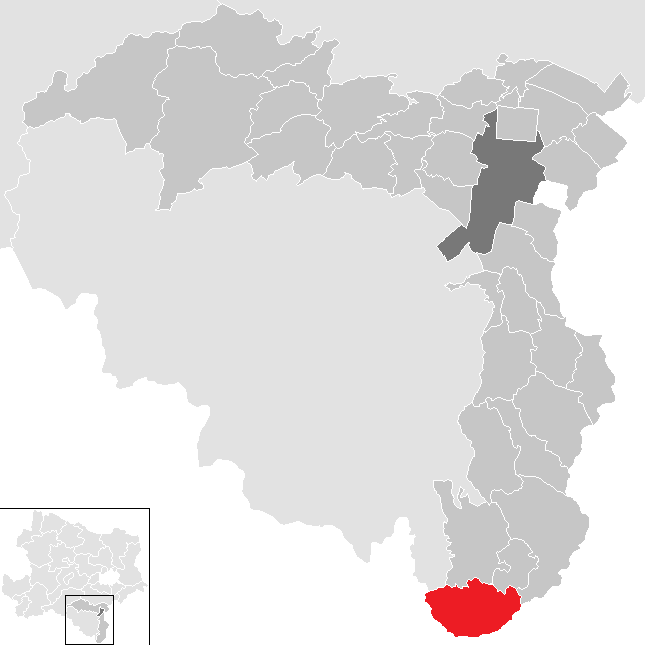
Hochneukirchen-Gschaidt a Bécsújhelyvidéki járásban

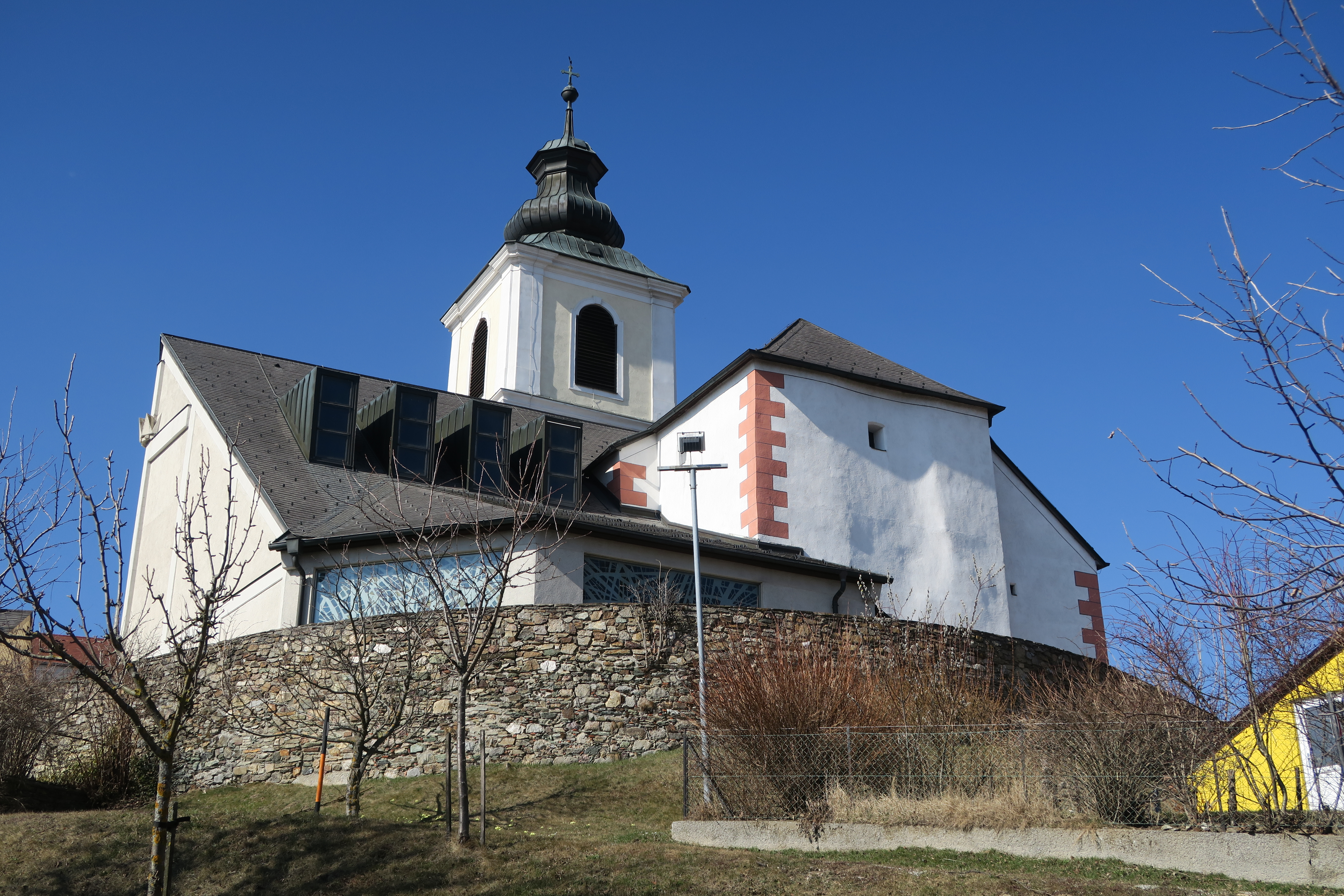
A Szt. Bertalan-plébániatemplom

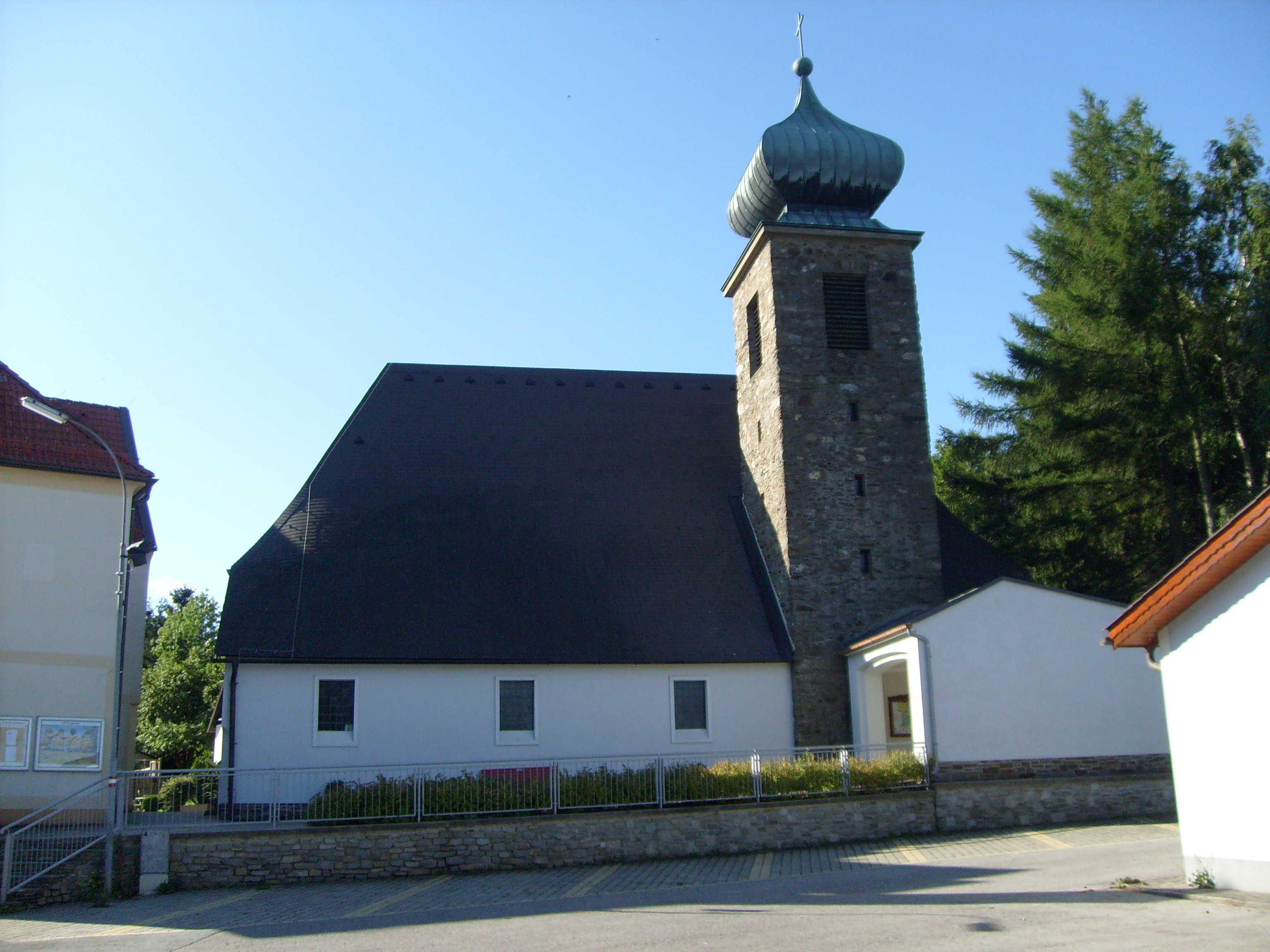
A Mária Magdolna-plébániatemplom

Hochneukirchen-Gschaidt a tartomány Industrieviertel régiójában fekszik a Bucklige Welt dombság déli pereménél; Alsó-Ausztria, Burgenland és Stájerország tartományok találkozásánál. Legmagasabb pontja a 896 m-es Hutwisch. Az önkormányzat 12 településrészt és falut egyesít: Burgerschlag (34 lakos 2020-ban), Grametschlag (92), Gschaidt (110), Harmannsdorf (102), Hattmannsdorf (187), Hochneukirchen (453), Kirchschlagl (164), Loipersdorf (46), Maltern (124), Offenegg (156), Ulrichsdorf (64), Züggen (110). A kataszteri közösségek Gschaidt és Hochneukirchen.
A környező önkormányzatok: északra Zöbern és Krumbach, északkeletre Bad Schönau és Kirchschlag in der Buckligen Welt, délkeletre Borostyánkő (Burgenland), délre Felsőlövő (Burgenland), nyugatra Schäffern (Stájerország).

## Története
Hochneukirchent először 1295-ben említik egy oklevélben, melyben egy bizonyos Yban von Güssing grófot kötelezik, hogy 90 aranydukát fejében szolgáltassa vissza a kirschlagi uradalom birtokosának, Leuthold von Kuenringnek. A község többi falvát csak később említik írásos források. 
A határvidéken fekvő település templomát megerődítették és a lakosság szükség esetén itt találhatott menedéket. A 15. század végén, amikor megkezdődtek a török betörések, a templomra egy lőrésekkel áttört felső emeletet húztak. A török háborúk elmúltával a 18. század elején Rákóczi kurucai fosztogatták a határmenti osztrák falvakat. 
A 19. század közepéig Hochneukirchen a krumbachi, Gschaidt pedig a ziegersbergi uradalomhoz tartozott. 1854-ben megalakultak önálló községi önkormányzataik. Hochneukirchenben ekkor 122 házban 998-an laktak, Gschaidtban pedig 51 házban 395-en. 1895-ben megalakult az önkéntes tűzoltóegylet. A két község 1971-ben egyesült Hochneukirchen-Gschaidt néven, amelyet 1995-ben, első említésének 700. évfordulóján mezővárosi rangra emeltek.    

## Lakosság
A Hochneukirchen-Gschaidt-i önkormányzat területén 2020 januárjában 1642 fő élt. A lakosságszám 1991 óta csökkenő tendenciát mutat. 2018-ban az ittlakók 99,1%-a volt osztrák állampolgár; a külföldiek közül 0,2% a régi (2004 előtti), 0,7% az új EU-tagállamokból érkezett. 2001-ben a lakosok 97,5%-a római katolikusnak, 1% evangélikusnak, 1,1% pedig felekezeten kívülinek vallotta magát. Ugyanekkor 2 magyar élt a községben. 
A népesség változása:

| 2016 | 1 627 |
| 2018 | 1 633 |

## Látnivalók

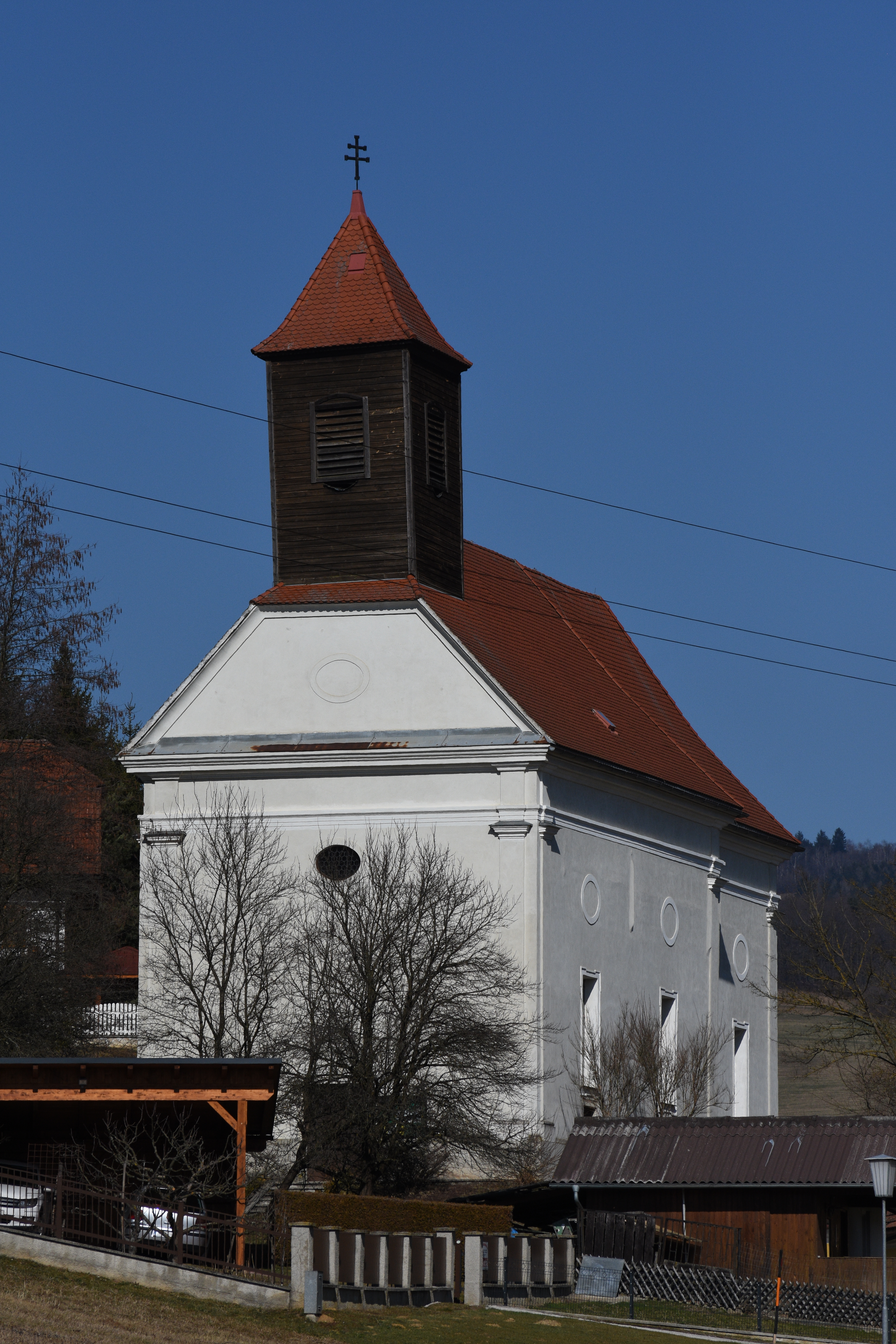
A malterni Szt. Mór-templom

- a hochneukircheni Szt. Bertalan-plébániatemplom
- a gschaidti Mária Magdolna-plébániatemplom
- a malterni Szt. Móric-templom
- a Hutwisch-kilátó
- a willersdorfi-szurdok

## Híres Hochneukirchen-Gschaidt-iak
- Wilhelm Beiglböck (1905–1963) emberkísérletekért elítélt náci orvos

## Fordítás
- Ez a szócikk részben vagy egészben  a   Hochneukirchen-Gschaidt című német Wikipédia-szócikk ezen változatának fordításán alapul.  Az eredeti cikk szerkesztőit annak laptörténete sorolja fel. Ez a jelzés csupán a megfogalmazás eredetét és a szerzői jogokat jelzi, nem szolgál a cikkben szereplő információk forrásmegjelöléseként.